# Asinaria
Asinaria é uma peça de Plauto, um dos mais antigos textos do latim. Nela se encontra a famosa citação Homo homini lupus ("O homem é o lobo do homem"), muito atribuída ao filósofo Thomas Hobbes que, apesar de ter realmente popularizado a frase, não foi seu criador.
No argumento da peça se lê; 
Amanti argento filio auxiliarier
Sub imperio vivens volt senex uxorio.
Itaque ob asinos relatum pretium Saureae
Numerari iussit servolo Leonidae.
Ad amicam id fertur. cedit noctem filius.
Rivalis amens ob praereptam mulierem,
Is rem omnem uxori per parasitum nuntiat.
Accurrit uxor ac virum e lustris rapit.